# انقلاب قطر 1972
كان الانقلاب القطري عام 1972 انقلابا غير دموي في القصر وقع في قطر في 22 فبراير 1972. وقد نفذ الانقلاب الوريث آنذاك ورئيس الوزراء خليفة بن حمد آل ثاني، الذي سيطر على البلاد بينما كان ابن عمه الأمير أحمد بن علي آل ثاني في زيارة إلى إيران. بينما أشارت العديد من وسائل الإعلام الغربية إلى الحدث على أنه إنقلاب إلا أن سكان قطر اعتبروه خلافة للسلطة.

## التبعات
كان النشاط الأولي للأمير الجديد هو عملية إعادة تنظيم الحكومة. وشهدت العملية تحوّلاً هائلاً في التسلسل الهرمي للسلطة. فقد قلّص خليفة بن حمد إلى حدٍّ كبير السلطات التقليدية الممنوحة للوريث، بينما منح كل السلطة لنفسه. وعَيّن سحيم بن حمد آل ثاني وزيراً للخارجية؛ كما عَيّن مستشارا له فيما يتعلق بالشؤون اليومية. وعلاوة على ذلك، حدَّ من الامتيازات المالية لأفراد أسرة آل ثاني الحاكمة.

## حياته في المنفى
وبعد خلعه، عاش الأمير السابق في المنفى في دبي، الإمارات العربية المتحدة واختار البقاء في المنفى حتى وفاته في عام 1977.